# Observatorium (kunstenaarscollectief)
Observatorium is een Nederlands kunstenaarscollectief, gespecialiseerd in conceptuele kunst, omgevingskunst en architectuur. Het collectief is opgericht in 1997 en is gevestigd in Rotterdam, van waaruit ze werken aan projecten in binnen- en buitenland. 
Het bestaat uit de beeldhouwers en installatiekunstenaars Geert van de Camp en André Dekker, de schilder Ruud Reutelingsperger en de interieurarchitect Lieven Poutsma. Op projectmatige basis werken ze regelmatige samen met specialisten en andere betrokkenen. 

## Geschiedenis
De oprichters van Observatorium zijn halverwege de jaren negentig begonnen met het gezamenlijk ontwerpen van verblijfsstructuren, abstracte ruimtes waarin kunstenaars en andere geïnteresseerden waren uitgenodigd korte tijd te observeren en reflecteren. De eerste ruimtes werden in galeries gerealiseerd in Düsseldorf (1994), Groningen (1995), Rotterdam (1995) en Den Haag, 1996.
In 1997 werd de eerste verblijfsstructuur voor buiten gerealiseerd op Staten Island in New York. Het abstracte bouwwerk was gebaseerd op specifieke maatvoering van de architect Dom Hans van der Laan. Dit bouwsel herrees een jaar later, in 1998, middenin een weiland in de Hoeksche Waard.
Vanaf het begin van het nieuwe millennium ontwerpen het Observatorium ook permanente sculpturen in de openbare ruimte, zoals het Observatorium Nieuw-Terbregge uit 2001 en de Zandwacht op de Tweede Maasvlakte in 2015. Het collectief houdt zich verder bezig met studies, prijsvragen, lezingen en andere publicaties. Ze ontvingen diverse prijzen waaronder nominaties voor de Dutch Design Award in 2009 en 2011.

## Werk

### Projecten, een selectie

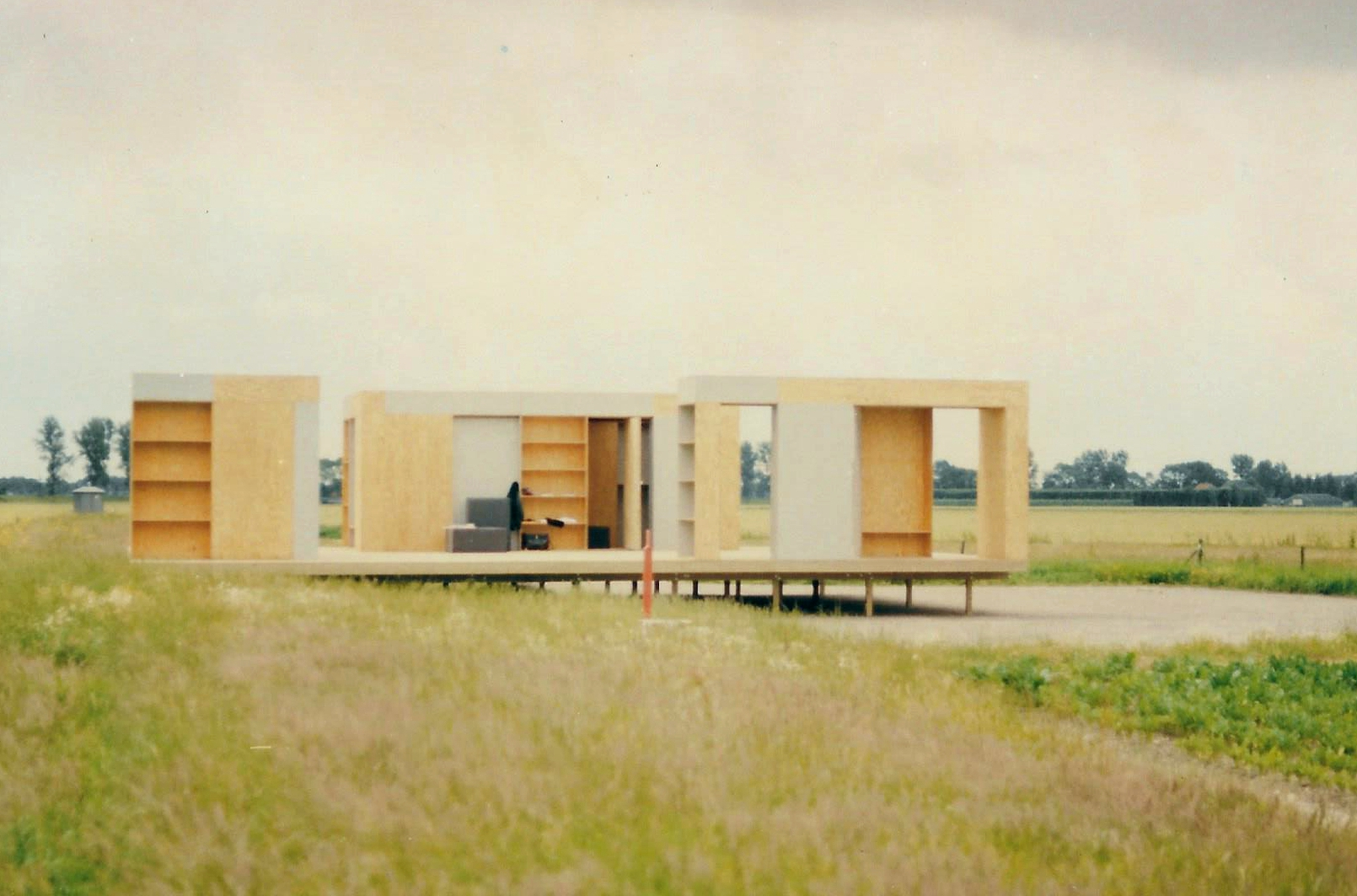
Observatorium Hoeksche Waard, 1998
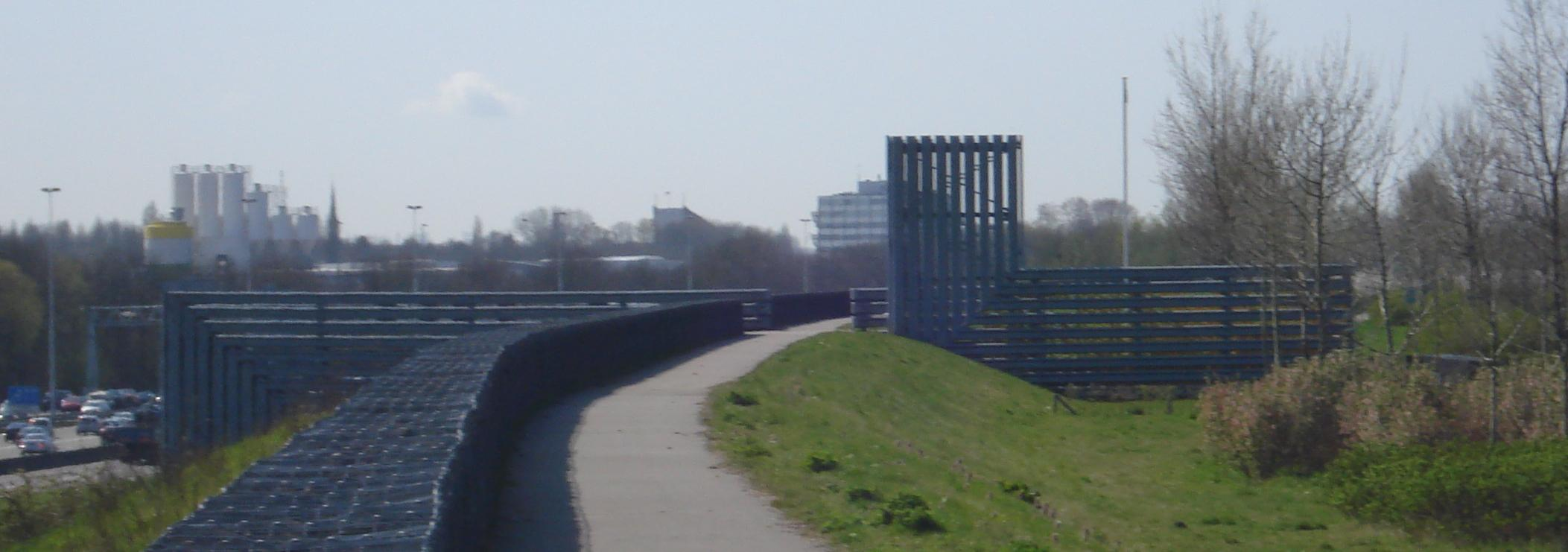
Observatorium Nieuw-Terbregge, Rotterdam 2001
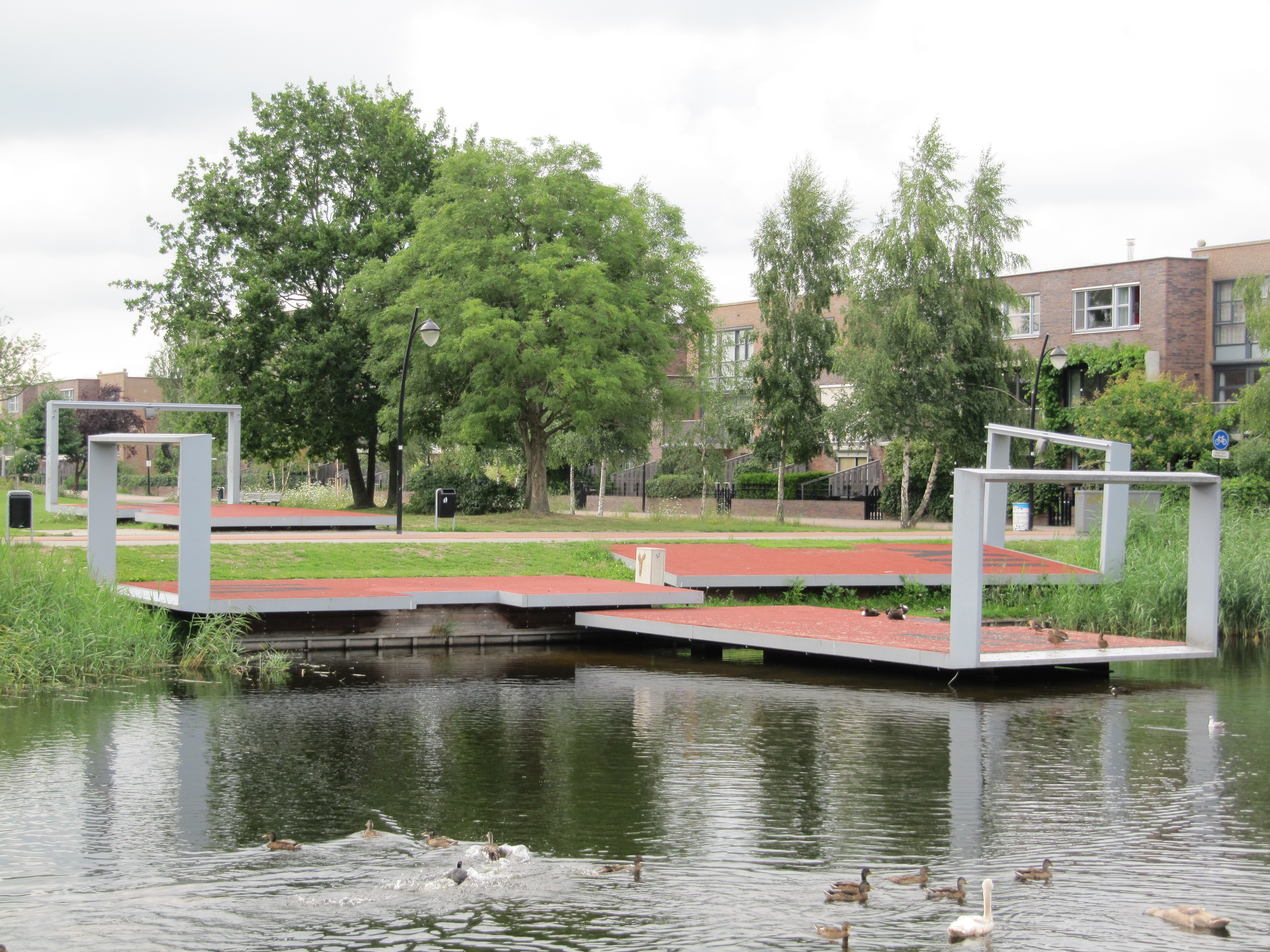
Podium der Tijden, Amersfoort 2010
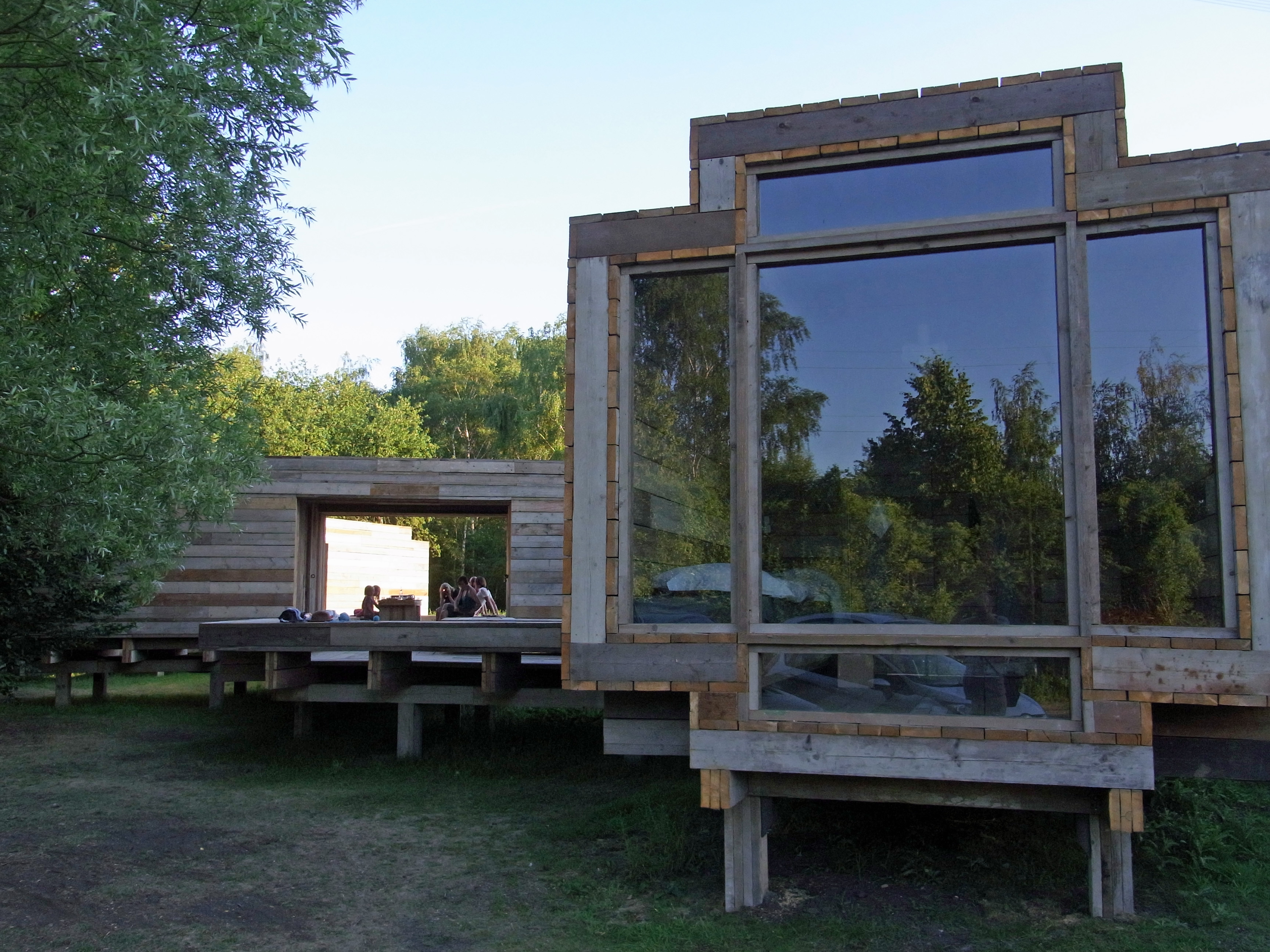
Warten auf den Fluss, Essen 2010
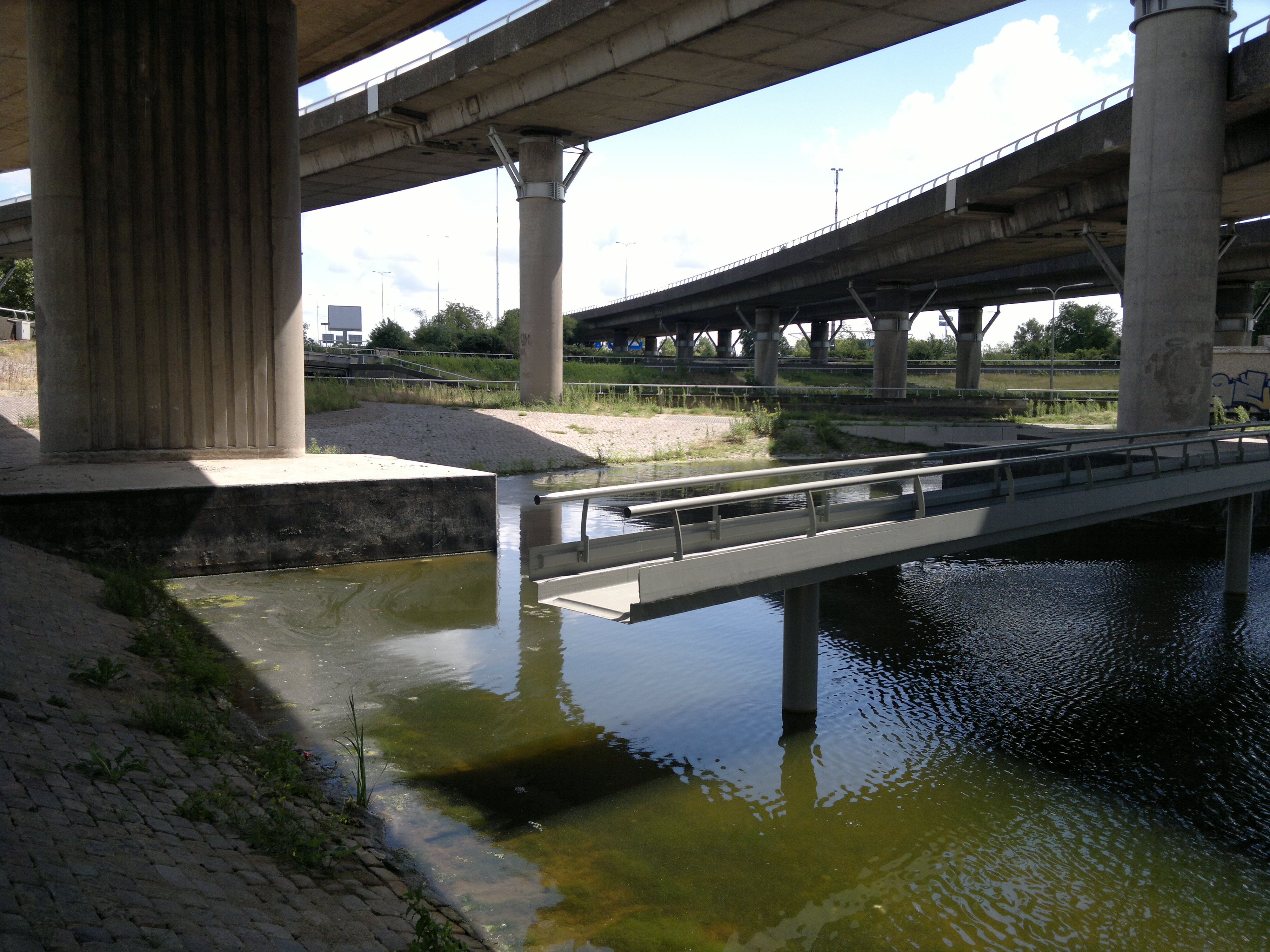
Sculptuur knooppunt Kleinpolderplein, 2012
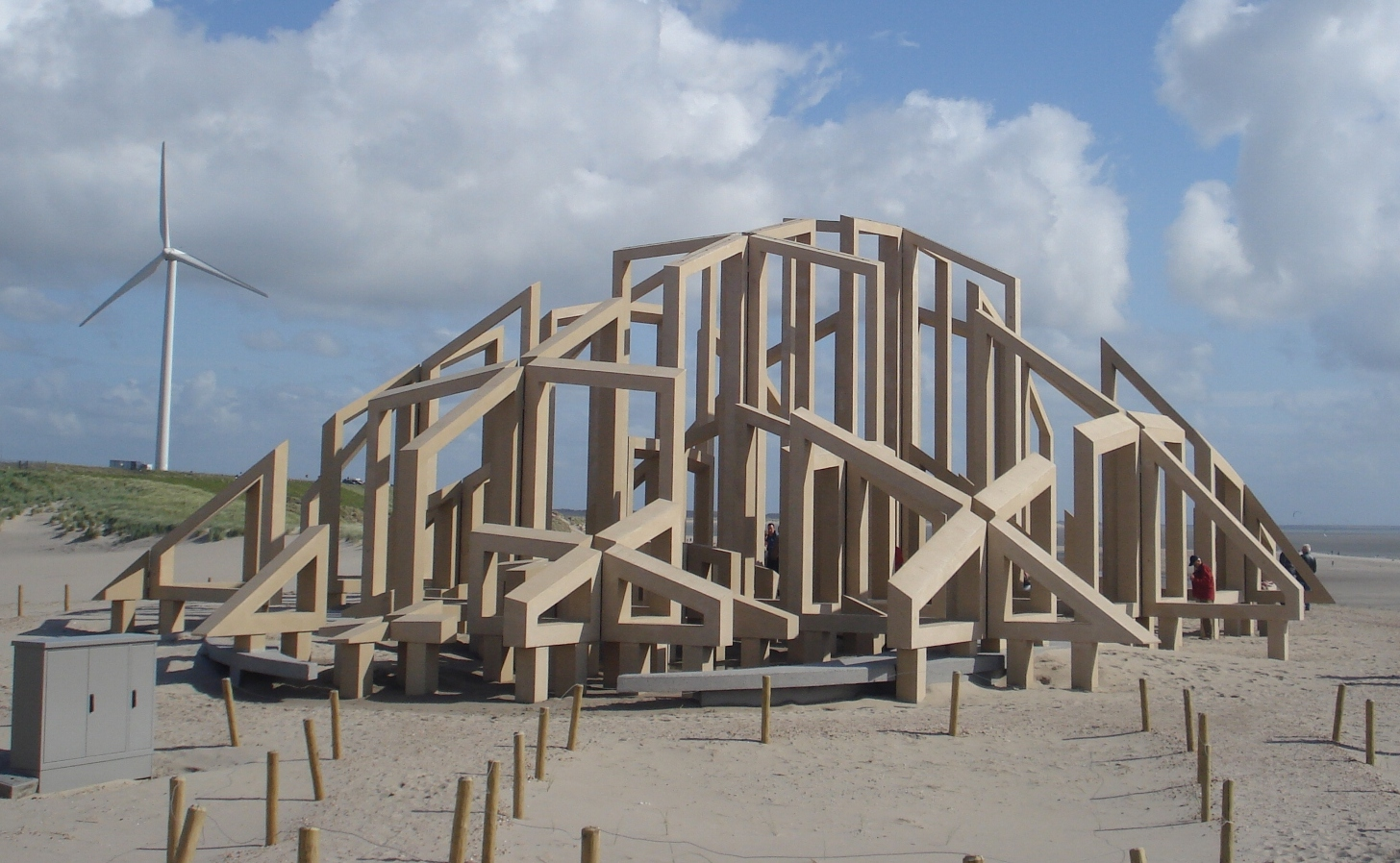
Zandwacht, 2e Maasvlakte, 2015
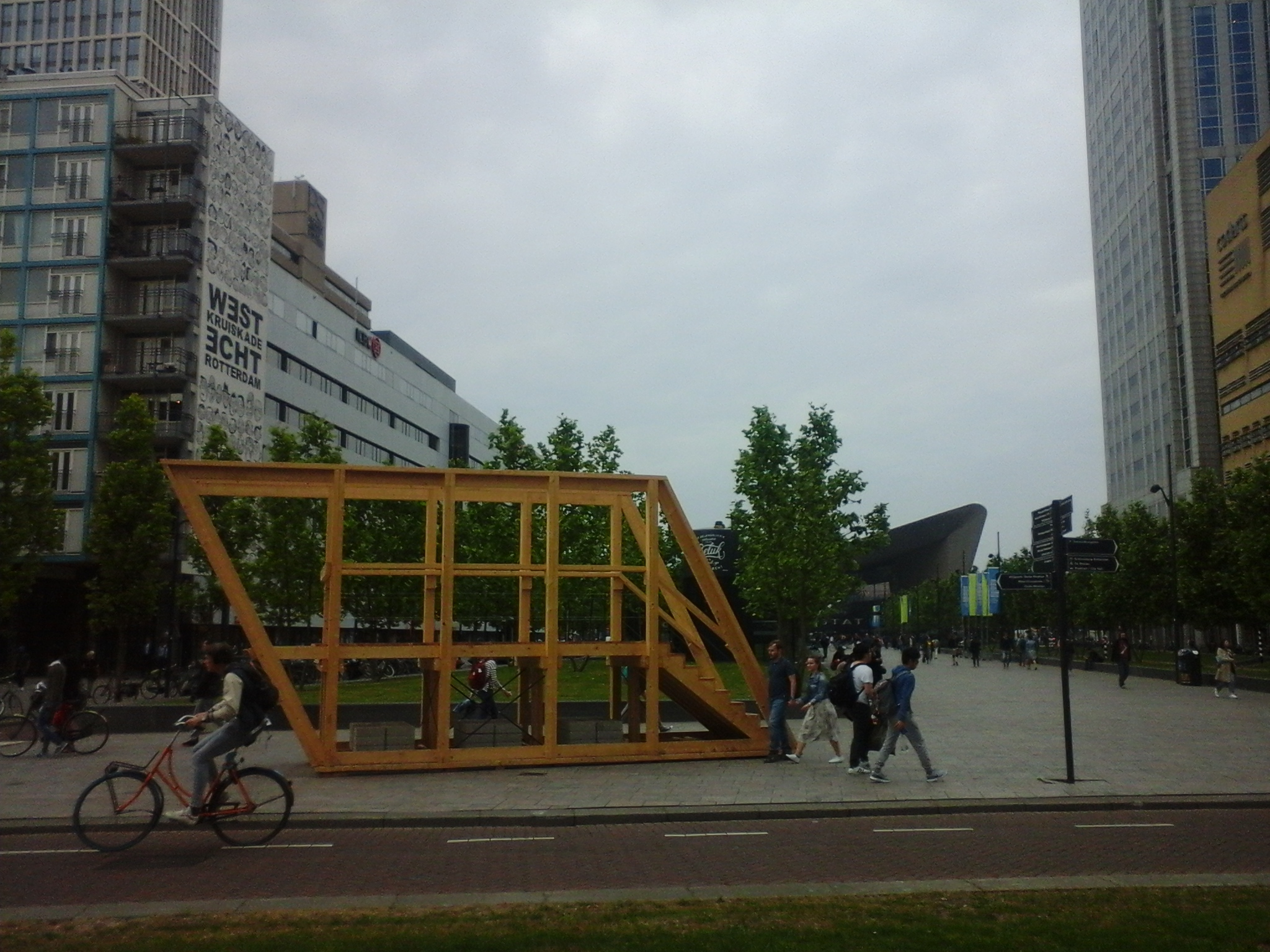
Rotterdamse Straatkijkers, 2018

### Publicaties, een selectie
- Andre Dekker, Observatorium, Geert van de Camp, Big Pieces of Time, 2010.
- Observatorium. The Green Shadow, 2016.
- Observatorium. Zollverein: Park – Staub, Stille Spektakel. 2017.